# Сухумський тролейбус
Сухумський троле́йбус (абх. Аҟәатә троллейбус) — діюча тролейбусна система в столиці Автономної Республіки Абхазії Сухумі (Грузія). Одна з небагатьох тролейбусних систем на території колишнього СРСР з майже повністю оновленим рухомим складом. Крім того, Сухумі поряд з Єреваном є одним з двох міст Закавказзя, де досі існує тролейбусний рух.

## Історія
Тролейбусний рух в місті Сухумі було відкрито 3 січня 1968 року від Турбази до перехрестя вулиць Дзержинського (нині — Гумистинська) та Ешби. Рух відкривали 7 тролейбусів ЗіУ-5Г.
У перші роки існування системи тролейбуси відстоювалися і здійснювали їх ремонту прямо на вулиці. У 1968 році до міста надійшли чехословацькі тролейбуси Škoda 9Tr, які згодом стали основою тролейбусної системи. 30 квітня 1968 року маршрут № 1 продовжений новозбудованою лінією від Турбази до Келасурі (Кяласур), де неподалік розташована Келасурська стіна.
22 квітня 1970 року побудована нова лінія до Центрального ринку з відкриттям тролейбусного маршруту № 2 «Ринок — Келасурі». Впродовж 1962—1972 років тривало будівництво тролейбусного депо на вулиці Дзержинського.
1 травня 1972 року нарешті відбулося відкриття тролейбусного депо і подовження лінії вулицею Дзержинського до перетину вулиць Дзержинського і Північної. Подовжено тролейбусний маршрут №  1 та відкритий новий маршрут № 4 до Центрального ринку.
У серпні 1977 року продовжена лінія від Келасурі до Тхубун (Каштак), в результаті чого продовжено маршрут № 2 та відкритий новий маршрут № 3 від 1-го мікрорайону (Новий район) до нової кінцевої «Тхубун».
7 вересня 1981 року побудована тролейбусна лінія до Залізничного селища (Старе селище), до якого перенаправлений маршрут № 3.
5 жовтня 1982 року тролейбусну лінію продовжили вглиб 1-го мікрорайону, що дозволило продовжити тролейбусні маршрути № 1 та 4, які почали курсувати кільцем вулицями Дзержинського, Агрба, Кіараз. 
Станом на 1982 рік діяли 4 тролейбусних маршрути:
| Тролейбусні маршрути станом на 1982 рік | Тролейбусні маршрути станом на 1982 рік | Тролейбусні маршрути станом на 1982 рік | Тролейбусні маршрути станом на 1982 рік |
| №                                       | Початковий пункт                        | Кінцевий пункт                          |                                         |
| --------------------------------------- | --------------------------------------- | --------------------------------------- | --------------------------------------- |
| 1                                       | 1-й мікрорайон                          | Келасурі                                |                                         |
| 2                                       | Центральний ринок                       | Тхубун                                  |                                         |
| 3                                       | Залізничне селище                       | Тхубун                                  |                                         |
| 4                                       | 1-й мікрорайон                          | Центральний ринок                       |                                         |

У серпні 1983 року відкрито нову лінію від Центрального ринку до Школи № 12, з відкриттям маршруту № 4А «1-й мікрорайон — Школа № 12». У середині 1980-х років перенаправлений маршрут № 3 від Тхубуна до Центрального ринку.
1990 року скасований маршрут № 4А і лінія від Центрального ринку до Школи № 12 була частково демонтована. Станом на 1990 рік на маршрутах одночасно працювало до 45 машин. Існували плани будівництва тролейбусної лінії від кінцевої Тхубун до селища Ґулріпші до аеропорту «Сухумі», але розпад Радянського Союзу завадив цим планам.
Тролейбусна система безперервно працювала до вересня 1992 року, поки не почалася війна. Тролейбусний рух з перебоями продовжував працювати до 19 вересня 1993 року (до штурму Сухумі).
Від війни постраждало три тролейбуси (2 ЗіУ-682 були повністю знищені в результаті нальоту авіації. Ще одну Škoda 9Tr, за розповідями місцевих жителів, яку завантажили награбованим в місті товаром, причепили до танку і викрали в гори сванські бойовики.
Тролейбуси знову вийшли на міські маршрути у квітні 1994 року, з тих пір рух не припинявся. Перша відновлена лінія була «Новий район — Центральний ринок», потім до «Кяласур» та «Маяка».
Впродовж наступних декілька років до Сухумі, в якості гуманітарної допомоги, надійшли 14 вживаних тролейбусів з Майкопа та Москви, технічний стан більшості з яких був дуже поганим. Було відновлено маршрут № 4 в Залізничне селище (Старе) та на Каштак (продовжений маршрут № 2 та відкритий  маршрут № 3).

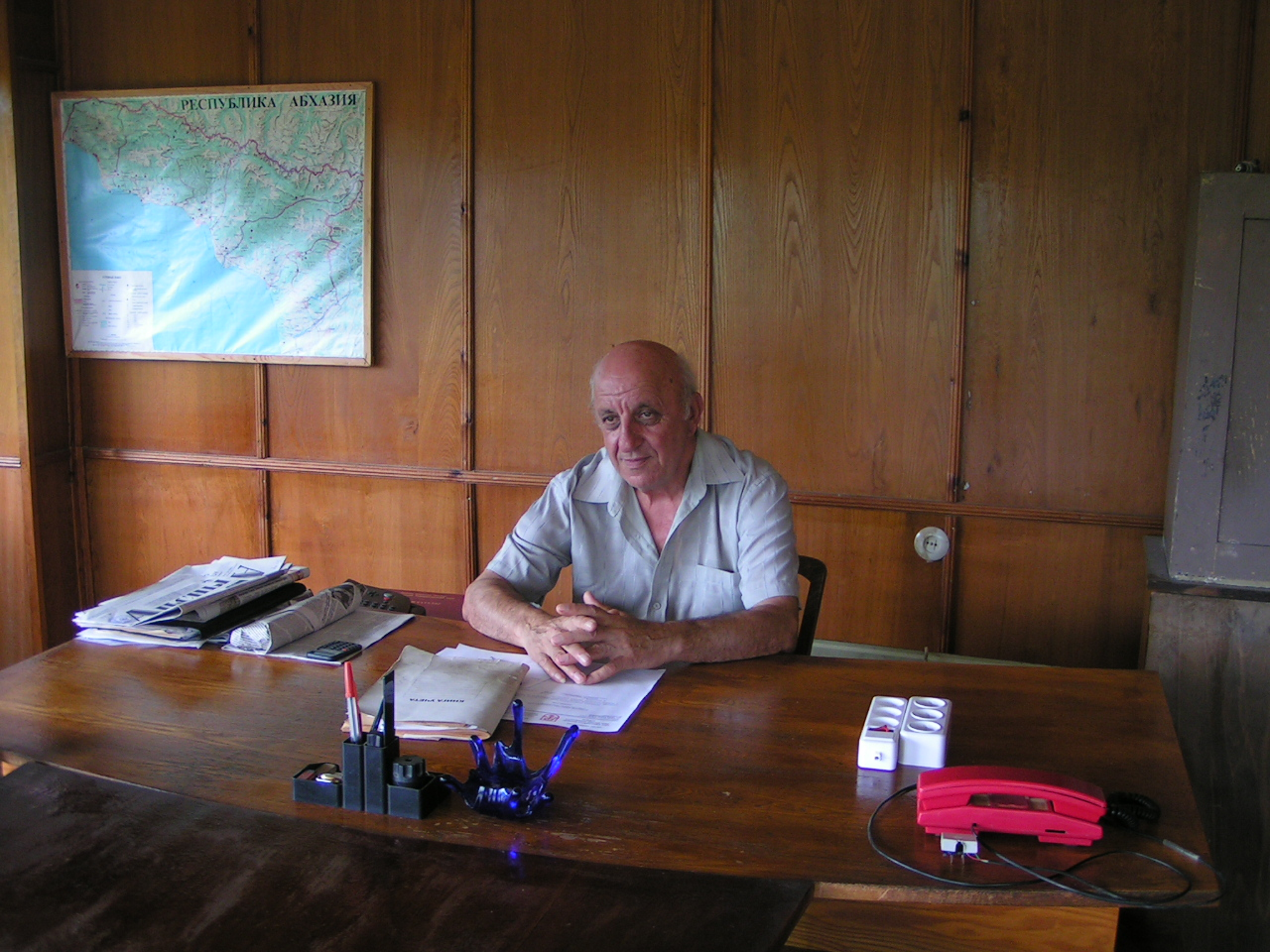
Керівник Сухумського тролейбусного депо Олександр Харазія (фото 2006 року)

У 2008 році, через нерентабільність, закритий маршрут № 3.
У листопаді 2010 року до Сухумі надійшли 25 нових тролейбусів російського виробництва, що стало найбільшим оновленням парку за всю історію системи. Через рік були списані останні старі тролейбуси ЗіУ-682. На маршрути почали виходити тільки нові машини.
2011 року маршрут № 4 перенумерували на маршрут № 3. 20 червня 2012 року, під час урагану, була пошкоджена тролейбусна лінія маршруту № 2 на ділянці від Центрального ринку до Маяка. Лінія не була відновлена, маршрут був скорочений до Центрального ринку.
1 січня 2014 року вартість проїзду була збільшена з 3,00 до 5,00 рублів.
14 серпня 2017 року відновлена тролейбусна лінія маршруту № 2 на ділянці від Центрального ринку до Маяка. Нині закриття тролейбусної системі у Сухумі не загрожує. Є стабільний пасажиропотік на всіх маршрутах. Разом з тим, рівень розвитку інфраструктури міста може негативно позначитися на роботі тролейбусної системи. Плани з будівництва нових ліній на теперешній час відсутні.

## Маршрути
В місті діють 3 тролейбусних маршрутів, які з'єднують центр з його передмістями.
| Перелік тролейбусних маршрутів м. Сухумі | Перелік тролейбусних маршрутів м. Сухумі | Перелік тролейбусних маршрутів м. Сухумі                                                                                    | Перелік тролейбусних маршрутів м. Сухумі | Перелік тролейбусних маршрутів м. Сухумі            |
| №                                        | Початковий пункт                         | Маршрут руху | Кінцевий пункт                           | Примітки                                            |
| ---------------------------------------- | ---------------------------------------- | --- | ---------------------------------------- | --------------------------------------------------- |
| Діючі маршрути                           |                                          | |                                          |                                                     |
| 1                                        | Новий район                              | вул. Кіараз — вул. Аргун — вул. Ешба — вул. Дзідзарія — вул. Генерала Дбар — вул. Аіааїра — вул. Імама Шаміля — вул. Лакоба | Центральний ринок                        |                                                     |
| 2                                        | Тхубун                                   | Абжуйское шосе — Кодорське шосе — вул. Акіртава — вул. Ардзінба — вул. Адлейба                                              | Школа № 12                               |                                                     |
| 3                                        | Залізничне селище                        | вул. Нозадзе — вул. Ешба — вул. Дзідзарія — вул. Генерала Дбар — вул. Аіааїра — вул. Імама Шаміля                           | Центральний ринок                        |                                                     |
| Закриті маршрути                         |                                          | |                                          |                                                     |
| 4                                        | Новий район                              | | Каштак                                   | 2011 року маршрут № 4 перенумерували на маршрут № 3 |
| 4А                                       | Новий район                              | | Школа № 12                               | Діяв у 1983—1990 роках.                             |

## Оплата проїзду
Посадка у тролейбус здійснюється через середню та задню двері, а вихід — через передню. Проїзд оплачується водієві при виході, квитки відсутні. Вартість проїзду становить 5,00 рублів, що дає тролейбусу перевагу перед маршрутними таксі та автобусами, вартість проїзду в яких у декілька разів вища.

## Рухомий склад
| Рухомий склад           | Рухомий склад | Рухомий склад     |
| Тип моделі              | Кількість     | Роки експлуатації |
| ----------------------- | ------------- | ----------------- |
| ЗіУ-682Г-016.04         | 20            | 2010— понині      |
| Тролза 5275.07 «Оптіма» | 5             | 2010— понині      |

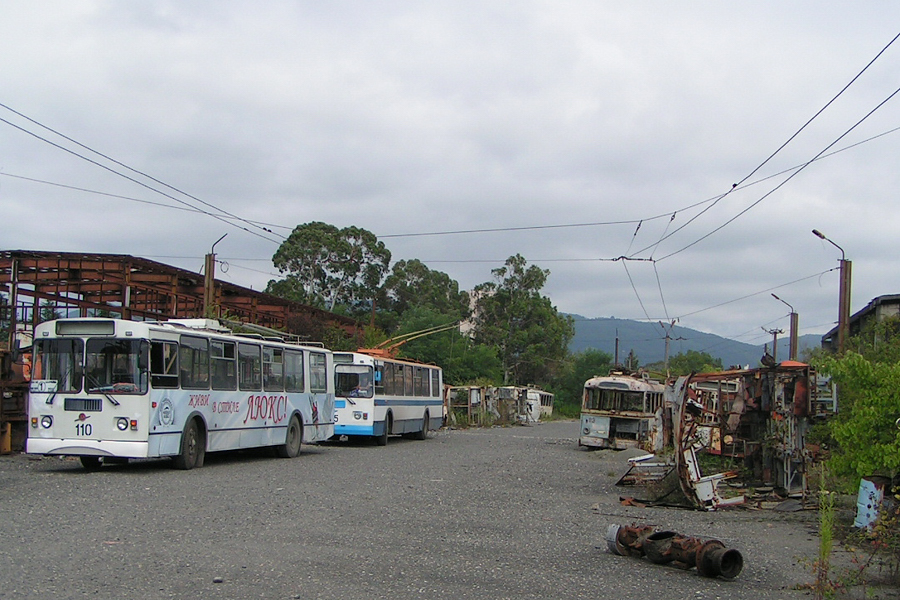
Тролейбусне депо

До розпаду Радянського Союзу і початку війни до тролейбусного депо надійшли ще 49 машин (№ 56—104). Це були тролейбуси моделей: ЗіУ-682В (№ 63—79), Škoda 9Tr (№ 80—89), ЗіУ-682В [В00] (№ 90—96, 99), Škoda 14Tr02/6(№ 97, 98), ЗіУ-682Г [Г00] (№ 100—104). Також діяв вантажний тролейбус КТГ-1 (надійшов у 1979 році) для господарських потреб депо.
Після військових дій рухомий склад міста перебував у занедбаному стані і тривалий час не оновлювався. У 1998 році з Майкопа був переданий тролейбус ЗіУ-682Г [Г00] (№ 01).
2001 року Москва передала місту 8 вживаних тролейбусів моделі ЗіУ-682Г-016 (№ 112—121). У 2003 році ще один ЗіУ-682Г [Г00] (№ 02) з Майкопа і два ЗіУ-682Г [Г00] (№ 03, 04) з Москви. Пропрацювали вони всі не тривалий час. Тролейбуси в Сухумі в усі часи експлуатувалися відносно нетривалий час, що пов'язано з поганим обслуговуванням рухомого складу. Передані до Сухумі московські тролейбуси вже перебували у поганому стані, а один з майкопських тролейбусів ЗіУ-682Г [Г00] (№ 02) згорів в результаті підпалу.
2004 року бпридбано 7 нових тролейбусів ЗіУ-682Г-016 (№ 105—111), проте і вони були відсторонені від експлуатації практично відразу після приходу нових машин (4 з них, № 106—109, були списані у січні 2011 року, інші 3 тролейбуси  (№ 105, 110, 111) були відсторонені від експлуатації у червні 2011 року). Восени 2011 року ці машини були частково розукомплектовані, на початку 2012 року списані. У 2013 році абсолютно всі старі кузови тролейбусів були повалені на бік, а влітку-восени 2013 року — частково порізані. Фактично, машини пропрацювали всього лише 6 років — такий термін експлуатації тролейбусів можна зустріти лише в підмосковних Хімках. Стан окремих машин заводської партії 2004 року виготовлення був близько до ідеального.
Станом на 2020 рік на балансі тролейбусного депо перебуває 25 тролейбусів (всі вони були придбані у 2010 році) моделі  ЗіУ-682Г-016.04 (20 машин, № 122—132, 138—146) та Тролза 5275.07 «Оптіма» (5 машин, № 133—137). Всі нові тролейбуси мають яскраво-помаранчевий колір з широкою білою смужкою під вікнами. Якщо на тролейбусі є реклама, то вона займає тільки білу смугу.
На тролейбусах використовуються як електронні, так і звичайні маршрутовказувачі (назви кінцевих зупинок на них нанесені на російській та абхазькій мовах).

## Проблеми
- Поганий рівень обслуговування рухомого складу.
- Поганий стан контактної мережі в усьому місті.
- Недостатньо розвинена інфраструктура тролейбусного депо.
- Проблеми з отриманням запчастин для ремонту тролейбусів.